# Eckernförde (stacja kolejowa)
Eckernförde (niem: Bahnhof Eckernförde) – stacja kolejowa w Eckernförde, w kraju związkowym Szlezwik-Holsztyn, w Niemczech. Jest stacją tranzytową o kategorii 4 i jest najważniejszą stacją na linii kolejowej Kilonia-Flensburg. Do 1958 roku była również stacją końcową dla Eckernförder Kreisbahnen.

## Opis
Stacji Eckernförde ma dwa perony z trzema torami. Obecnie tory 1 i 2 stosuje się do przewozów pasażerskich - do 2007 r. były to tory 1 i 3.
- Tor 1 jest używany przez pociągi Kiel-Flensburg i Flensburg-Kiel, w godzinach szczytu w niektórych przypadkach Kiel–Eckernförde–Kiel
- Tor 2 jest zarezerwowany głównie dla pociągów Kiel–Eckernförde–Kiel, w godzinach poza szczytem obsługuje również inne trasy.

## Historia
Kiel-Eckernförde-Flensburger Eisenbahn-Gesellschaft (KEFE) otworzył 1 lipca 1881 odcinek Kiel–Eckernförde i 21 grudnia tego roku, odcinek Eckernförde-Flensburg. Wzrost ruchu rósł w sposób zadowalający, w lipcu 1903 stała się częścią Preußische Staatseisenbahnen, a 1 kwietnia 1920 r. Deutsche Reichsbahn. Linia wąskotorowa Eckernförder Kreisbahnen została otwarta w  dniu 26 stycznia 1889 z Kappeln do północnych krańców stacji Eckernförde.
Wcześniej w Eckernförde znajdowała się lokomotywownia od 1960 aż do początku lat 1990.